# Стрелецкая (Орловская область)
Стреле́цкая — деревня в Кромском районе Орловской области России. Административный центр Стрелецкого сельского поселения.

## География
Деревня находится на берегу реки Недна, у северной границы посёлка городского типа Кромы, административного центра района, на расстоянии 35 км к юго-западу от города Орёл, административного центра области.

### Часовой пояс
Деревня Стрелецкая, как и вся Орловская область, находится в часовой зоне МСК (московское время). Смещение применяемого времени относительно UTC составляет +3:00.

## Население
| 2002 | 2010 |
| ---- | ---- |
| 418  | ↗446 |

### Национальный состав
Согласно результатам переписи 2002 года, в национальной структуре населения русские составляли 97 % из 418 чел.